# 397
397 је била проста година.

## Догађаји
- Побуна Алариха I: Стилихон заробљава Визиготе под краљем Алариком на Пелопонезу, али одлучује да напусти кампању против Визигота у Грчкој, дозвољавајући тако краљу Аларику да побегне на север у Епир са својим пленом. Претпоставља се да је Стилихон напустио Грчку како би се припремио за војну акцију у северној Африци, где се чинило да је неминовна побуна.
- Цар Хонорије доноси закон којим се варварски стилови облачења у граду Риму забрањују. Као резултат овог закона, свима у Риму је забрањено да носе чизме, панталоне, животињске коже и дугу косу. Овај закон је донет као одговор на све већу популарност варварске моде међу становницима Рима.
- Кина: Ксионгну заузимају област Гансу, економски важну провинцију која се налази дуж Пута свиле.
- 4. април – Амвросије, милански архиепископ, умире после 23 године епископства, током којих је доминирао политичким животом Римског царства.
- 28. август – Картагински сабор: проглашен је коначни библијски канон.
- 7. септембар – Први сабор у Толеду: Хиспански епископи, укључујући Лампија, осуђују присцилијанство.
- 13. новембар – Јован Златоусти је изабран за архиепископа цариградског.
- Манастир Мор Габриел је основан на висоравни Тур Абдин у близини Мидијата (Турска).
- Сулпиције Север пише најранију биографију светога Мартина Турског, први познати „живот свеца“ икада написан.
- Августин Хипонски започиње своје Исповести, аутобиографију која говори о његовом интелектуалном и духовном развоју.
- Шкотски мисионар Ниниан оснива цркву (Цандида Цаса) у Виторну и почиње свој рад међу Пиктима.

## Смрти
- 4. април — Амброзије Милански, милански епископ
- Свети Мартин Турски